# ヨーン・ロフツソン
ヨーン・ロフツソン（英語: Jón Loftsson、1124年 - 1197年） はアイスランド南部のランガールヴェッリルに位置したオッディの首長。オッディの眷属と呼ばれた一族郎党の一人であった。両親はロフトゥル・セームンズソンとソーラ・マグヌースドッティルである。父方の祖父はセームンドル・シグフースソン（賢者セームンドル）、母方の祖父は、ノルウェー王マグヌース三世（マグヌース裸足王）である。ヨーンは、当時のノルウェー王国王室の中心地であった、ボーフースレーン（ボーフス県）のクンガヘッラで教育を受けた。ヨーンはブランドゥルの娘ハルドーラと結婚し、何人もの子供を得た。
ヨーン・ロフツソンは、アイスランドにおいて当時もっとも人気の高い首長、政治家のひとりであった。彼が作った『ノルウェー列王詩』は、自分がノルウェーの王族の血筋であることを語る。偉大な学者であったスノッリ・ストゥルルソンは、幼い頃に養父ヨーンに育てられ（養子制度）、彼に教育指導を受けた。1179年、ヨーンは、スカールホルト司教区の司教たちや世俗の権力者たちとの政争に加わり、「土地の争い（スタザルマール；Staðarmál）」と呼ばれた、教会の土地の支配権を巡って争う訴訟に勝利した。ヨーンの死後も、オッディにいた一族はアイスランドにおける最強の権力を誇ったが、その権力は、彼の死後間もなく、没落の兆候が見られ始めた。